# Castrobol (kommunhuvudort)
Castrobol är en kommunhuvudort i Spanien.   Den ligger i provinsen Provincia de Valladolid och regionen Kastilien och Leon, i den norra delen av landet, 230 km nordväst om huvudstaden Madrid. Castrobol ligger 771 meter över havet och antalet invånare är 101.
Terrängen runt Castrobol är platt. Runt Castrobol är det glesbefolkat, med 8 invånare per kvadratkilometer. Närmaste större samhälle är Mayorga, 5,3 km nordost om Castrobol. Trakten runt Castrobol består till största delen av jordbruksmark.